# アーサー・サス
アーサー・サス（Arthur Hjalmar Sasse、1899年1月20日 - 1991年10月3日）は、アメリカのUPI通信社カメラマン。
彼は、アルベルト・アインシュタインが舌を突き出している写真の撮影者としてよく知られている。

## 人物
1948年、彼の写真はブロンクス動物園の展示会で展示された。
アインシュタインが舌を突き出している写真は1951年3月14日、プリンストンクラブでのアインシュタインの72歳の誕生日祝賀会の後に撮影された。これはアインシュタインのこれまでに撮影された写真の中で最も人気のある写真の1つとなり、アインシュタイン自身も個人使用のために9枚のプリントを要求したという。

## 略歴
サスはマンハッタンで生まれた。20歳になる前はブロンクス・ホーム・ニュース社で写真家として働いており、1942年までにはインターナショナル・ニュース・フォト社で働いていた。